# Вибух автофургону у Нашвіллі (2020)
Вибух у Нашвіллі — вибух замінованого автофургону о 6:30 ранку (CST) 25 грудня 2020 року в центрі Нашвілла, штат Теннессі, в результаті якого було поранено восьмеро людей та пошкоджено десятки будівель. Вибух стався на Другій Північній Авеню, 166 між Черч-стріт і Комерс-стріт поруч із мережевим хабом AT&T, що призвело до відключення послуг зв'язку протягом декількох діб.
Свідки повідомили, що чули постріли, а гучномовці встановлені в транспортному засобі попереджали людей про евакуацію перед вибухом, який було відчутно за милі від епіцентру.
В результаті розслідування було встановлено, що смертником виявився 63-річний житель Нашвілла Ентоні Квінн Ворнер, який, як вважає слідство, діяв один.

## Перебіг подій
Вибух стався внаслідок підриву автофургону, припаркованого під будівлею дата-центру компанії AT&T на Другій Північній Авеню, 166, у центрі міста, о 01:22 ранку 25 грудня. Через 4-5 годин, очевидців розбудили звуки схожі на автоматні черги, які лунали тричі, після чого з гучномовців у фургоні пролунало записане жіночим комп'ютеризованим голосом повідомлення: «Усі будинки повинні бути евакуйовані негайно. Якщо ви чуєте це повідомлення, евакуюйтеся негайно». Трансляція попереджала, про те, що в транспортному засобі є бомба, і відтворювала фрагменти пісні 1964 року «Downtown» співачки Петули Кларк. До вибуху транслювався 15-хвилинний зворотний відлік.
Відреагувавши на повідомлення про постріли, близько 5:30 ранку до місця, де лунали постріли, прибули два поліцейських. Не почувши жодних пострілів, поліцейські виявили припаркований автофургон і почули попередження про евакуацію. Згодом, вони та ще три співробітники, що прибули, евакуювали будинки в цьому районі та викликали підкріплення, включаючи підрозділ саперів, тоді як шостий офіцер залишився на вулиці для перенаправлення пішоходів. Двоє офіцерів обстежили автофургон і виявили камеру, розташовану над дзеркалом заднього виду. О 6:30 ранку, коли загін саперів направлявся до району, автофургон вибухнув.

## Наслідки
Вісім людей, в тому числі два офіцери, отримали легкі тілесні ушкодження. На одному з відео, розміщеному в соціальних мережах, видно сміття з місця вибуху на будівлі приблизно в двох кварталах від місця де стояв автофургон. Щонайменше три авто згоріло внаслідок вибуху, постраждало 41 підприємство, а будівля навпроти вибуху впала.
Вибух завдав інфраструктурної шкоди сусідній будівлі AT&T, в якому знаходилася телефонна станція з мережевим обладнанням, що призвело до відключення послуг AT&T, головним чином у Середньому Теннессі. Також постраждали телефонний зв'язок, інтернет та телевізійні послуги U-verse, численні місцеві телефонні мережі 911 у регіоні, гаряча лінія спільноти COVID-19 Нашвілла та деякі лікарняні системи. T-Mobile також повідомили про перебої в роботі своєї мережі. Федеральна авіаційна адміністрація затримала рейси з міжнародного аеропорту Нашвілла приблизно на годину через проблеми зі зв'язком у Центрі управління повітряним рухом Мемфіса.
Збій в мережі продовжував впливати на послуги зв'язку, інтернет та сервіси 911 протягом декількох діб після вибуху. Деякі магазини повідомили про перехід на готівку через те, що системи кредитних карток не працювали. Також повідомлялося про проблеми у роботі банкоматів.

## Розслідування
Незабаром після вибуху на місце прибув загін саперів разом із поліцією та федеральними слідчими, щоб зібрати докази та визначити, який вид вибухівки був використаний під час вибуху. Було перевірено район навколо вибуху, та іншої вибухівки знайдено не було. Слідчі знайшли в районі вибуху гільзи, які виявилися залишками невикористаних боєприпасів, що були знищені під час вибуху.
Також поблизу місця вибуху були знайдені людські рештки. Пізніше, аналіз ДНК знайдених решток показав, що рештки належать Ентоні Квінну Ворнеру; відновлена частина транспортного засобу, що містить ідентифікаційний номер транспортного засобу (VIN-код), також була пов'язана з Ворнером. Слідчі встановили, що цей акт був вибухом смертника, а мер міста назвав це нападом на інфраструктуру. Години записів з камер спостереження показали, що ніхто, крім Ворнера, до вибуху причетний не був.
Розслідуванням займався польовий офіс ФБР у Мемфісі, до якого було залучено Бюро алкоголю, тютюну, вогнепальної зброї та вибухових речовин, а також державні та місцеві правоохоронні органи. Було залучено більш ніж 250 співробітників ФБР, щонайменше із семи виїзних офісів. Невдовзі після початку розслідування було оголошено винагороду за будь-яку інформацію про вибух. Було отримано більш ніж 500 звернень.

## Особа смертника
Слідство дійшло висновку, що 63-річний Ентоні Квінн Ворнер, давній житель Нашвілла, був смертником, та загинув під час вибуху.
Ворнер виріс в районі Антіохії, за 18 км від Нашвілла, і в середині 1970-х закінчив Антіохійську середню школу. Він працював на ряді робіт в галузі інформаційних технологій, востаннє — на посаді комп'ютерного техніка. Також мав компанію, яка займалася виробництвом охоронних сигналізацій з 1993 по 1998 рік. У 1978 році він відбував два роки умовно за зберігання наркотиків, інших судимостей не мав.
За кілька тижнів до вибуху, Ворнер кинув роботу, віддав машину жінці, якій стверджував, що він хворий на рак, і передав свій будинок-дуплекс у Нашвіллі жінці з Лос-Анджелесу за 0 доларів. Раніше, Ворнер передав інший будинок в Антіохії в 2019 році тій самій жінці. Сусід розповів слідству, що перед Різдвом Ворнер сказав йому, що «Нашвілл і світ ніколи не забудуть мене». Звіти кредитних карток та квитанцій, які дослідили слідчі, показали, що Ворнер придбав компоненти, які можна використовувати для виготовлення бомб.
Згідно з заявою поліції, Ворнер раніше не привертав увагу поліції. Однак пізніше, було встановлено, що дівчина Ворнера зверталася до поліції 21 серпня 2019 року і стверджувала, що Ворнер виготовляє бомби в автофургоні. Пізніше офіцери відвідали будинок Ворнера і кілька разів постукали у його двері, але відповіді не отримали. Оскільки «вони не бачили доказів злочину і не мали права входити до його будинку чи огородженого майна», поліція на той час не змогла обстежити його автофургон, або встановити контакт з Ворнером. Після візиту, поліція переслала звіт про інцидент та вимагала перевірки у базі даних ФБР. Після перевірки ні ФБР, ні Міністерство оборони не знайшли нічого підозрілого про Ворнера.

### Пошук мотивів
Слідчі провели обшуки в останньому будинку Ворнера в Нашвіллі та вилучили декілька предметів, включаючи комп'ютер та портативний пристрій зберігання даних. На знімках сервісу Google Street View, за адресою чоловіка було помічено схожий автофургон, на той, що був використаний для вибуху. Сусіди повідомили місцевій газеті, що впізнали автофургон на зображенні, яке оприлюднила поліція, сказавши, що він стояв невикористаним роками, поки його власник не почав відновлювати його приблизно за місяць до вибуху, і він зник з двору за декілька днів до цього. 
Сусіди також описали Ворнера, як одинака, і що він ніколи не обговорював політику чи релігію. Слідчі також зазначили, що серед інших теорій змов, у які вірив Ворнер, вони знайшли праці про «рептилій, як змінюють форму, з'являючись у людській подобі і намагаються домінувати у світі». Відомо, що до вибуху він поширював матеріали щодо своїх поглядів знайомим по всій території США.

## Подальші події
Пожежна служба Нашвілла евакуювала центр набережної міста, а мер Нашвілла Джон Купер видав наказ про введення комендантської години для постраждалого району з 16:30 25 грудня і до 16:30 27 грудня. Крім того, Федеральне авіаційне управління США опублікувало повідомлення, в якому оголошено про кругову зону радіусом 1 морська миля (1,15 милі; 1,85 км), зосереджену навколо вибуху «повітряним простором національної оборони». Вибух негативно вплинув на багатьох власників малого бізнесу, що працюють у цьому районі, які вже мали справу з наслідками пандемії COVID-19 у штаті та наслідками торнадо, що цього року пройшов містом.
Через вибух, в США пожвавилися дискусії про те, які дії називаються тероризмом і чому. Експерти з питань національної безпеки та принаймні один член міської ради Нашвілла заявили, що вибух відповідає визначенню внутрішнього тероризму, але федеральні слідчі уникали використання цього терміну у дні, після вибуху, сказавши, що вони ще не встановили, чи використовував Ворнер вибух для пропаганди політичних чи соціальних переконань.

### Інші підозрілі автомобілі
Поліція в Цинциннаті, штат Огайо, на кілька годин закрила центр міста, обстежуючи автофургон, який, працював біля федеральної будівлі, посилаючись на вибух у Нашвіллі, як причину високого рівня обережності. В автофургоні виявили генератор, який видавав звук, що нагадував працюючий двигун.
27 грудня Південне шосе 231, у сусідньому окрузі Вілсон, штат Теннессі, було перекрите через фургон, що відтворював звуки, подібні до «різдвяного вибуху». Авто їхало на північ від громади Волтергілл, в окрузі Резерфорд, уздовж шосе 231, поки його не зупинили. Водій транспортного засобу був затриманий поліцією, а вибухівки знайдено не було. Водієві було оголошено обвинувачення у поданні неправдивого повідомлення та фальсифікації доказів та арешт під заставу у розмірі $500,000.
31 грудня поліція евакуювала та огородила центр міста Лексінгтон, штат Кентуккі, через підозрілий автофургон, припаркований у цьому районі. Офіцер помітив автофургон і, посилаючись на занепокоєння, викликані вибухом у Нашвіллі, разом з собакою, що виявляє вибухові речовини, оглянув його. Собака виявила, що в автофургоні є вибухівка, що спричинило евакуацію. Через дві години місце події було оголошено чистим, після того як вибухівки не було знайдено, а поліція встановила особу водія.